# Melody Time
Giai điệu thời gian (tiếng Anh: Melody Time) là một bộ phim hoạt hình vào năm 1947 sản xuất bởi Walt Disney. Nó được phát hành tại các rạp bởi RKO Radio Pictures ngày 27 tháng 5 năm 1948. Đây là bộ phim thứ 10 trong loạt hoạt hình cổ điển Walt Disney và bộ phim tuyển tập thứ năm như vậy, sau Saludos Amigos, Ba quý ông, Làm cho tôi có âm nhạc đi!, và Vui vẻ và cực kỳ thoải mái.